# Дельта Южной Гидры
Дельта Южной Гидры (δ Hyi) — звезда в созвездии Южной Гидры. Видимая звёздная величина 4.08 (видна невооружённым глазом).
Находится на расстоянии 41,5 парсек от Солнца.